# ICHU偶像进行曲
《ICHU偶像进行曲》，是日本Liber Entertainment的Android、iOS音樂遊戲應用軟體，也具有視覺小說、戀愛遊戲的特性。

## 登場人物

### F∞F
愛童星夜（聲：KENN；演：飯山裕太→川井雅弘）
年級：三期生，年齡：17歲，生日：12月24日，血型：O型，身高：178cm，體重：63kg，星座：摩羯座
湊奏多（聲：井口祐一；演：丸目聖人→雨宮慎太朗→大原海輝）
年級：三期生，年齡：15歲，生日：3月14日，血型：AB型，身高：162cm，體重：49kg，星座：双鱼座
御劍晃（聲：豐永利行；演：小波津亞廉）
年級：三期生，年齡：21歲，生日：8月31日，血型：A型，身高：183cm，體重：68kg，星座：处女座

### Twinkle bell
樞木皐月（聲：森久保祥太郎；演：石渡真修）
年級：三期生，年齡：16歲，生日：1月1日，血型：B型，身高：172cm，體重：54kg，星座：水瓶座
樞木睦月（聲：近藤隆；演：大海將一郎→宮城紘大）
年級：三期生，年齡：16歲，生日：1月1日，血型：B型，身高：172cm，體重：53kg，星座：水瓶座

### I♥B
諾亞（聲：花江夏樹；演：佐川大樹）
年級：三期生，年齡：17歲，生日：3月10日，血型：B型，身高：175cm，體重：58kg，美國人，星座：双鱼座
萊昂（聲：增田俊樹；演：結城伽壽也）
年級：三期生，年齡：17歲，生日：10月1日，血型：O型，身高：176cm，體重：59kg，英國人，星座：天蝎座
黎朝陽（聲：榎木淳彌；演：登野城佑真）
年級：三期生，年齡：17歲，生日：2月22日，血型：AB型，身高：167cm，體重：50kg，中国人，星座：双鱼座
拉比（聲：中西尚也；演：辻凌志朗→須永風汰）
年級：三期生，年齡：17歲，生日：7月13日，血型：O型，身高：182cm，體重：67kg，俄羅斯人，星座：狮子座
琉加（聲：梅原裕一郎；演：田中晃平）
年級：三期生，年齡：17歲，生日：4月8日，血型：A型，身高：180cm，體重：64kg，法國人，星座：金牛座

### ArS
日下部虎彥（聲：ロア健治→生田鷹司；演：綾切拓也）
年級：三期生，年齡：19歲，生日：10月16日，血型：AB型，身高：179cm，體重：59kg，星座：天蝎座
桃井恭介（聲：花倉洸幸；演：古畑惠介→神越將）
年級：三期生，年齡：19歲，生日：9月28日，血型：O型，身高：171cm，體重：50kg，星座：天秤座
鳶倉曉生（聲：田丸篤志；演：八島諒→菊地燎）
年級：三期生，年齡：19歲，生日：2月29日，血型：O型，身高：168cm，體重：48kg，星座：双鱼座
海部子規（聲：谷地克文；演：山内圭輔）
年級：三期生，年齡：22歲，生日：11月2日，血型：A型，身高：181cm，體重：61kg，星座：射手座
折原輝（聲：松岡禎丞；演：荒一陽）
年級：三期生，年齡：20歲，生日：5月25日，血型：O型，身高：174cm，體重：52kg，星座：双子座
若王子樂（聲：平川大輔；演：中島拓斗→岸本卓也）
年級：三期生，年齡：22歲，生日：8月20日，血型：B型，身高：176cm，體重：57kg，星座：獅子座

### 天上天下
龍膽椿（聲：小野友樹）
年級：一期生，年齡：21歲，生日：8月7日，血型：AB型，身高：186cm，體重：64kg，星座：狮子座
朴木十夜（聲：峰岸佳）
年級：一期生，年齡：22歲，生日：12月2日，血型：B型，身高：175cm，體重：53kg，星座：射手座
斑尾巽（聲：齊藤壯馬）
年級：一期生，年齡：19歲，生日：6月23日，血型：O型，身高：183cm，體重：62kg，星座：巨蟹座
杜若葵（聲：木村良平）
年級：一期生，年齡：20歲，生日：4月29日，血型：B型，身高：176cm，體重：55kg，星座：金牛座

### Lancelot
轟一誠（聲：前野智昭；演：吉岡佑）
年級：二期生，年齡：25歲，生日：5月5日，血型：AB型，身高：187cm，體重：64kg，星座：金牛座
赤羽根雙海（聲：內田雄馬；演：坂垣怜次）
年級：二期生，年齡：25歲，生日：3月30日，血型：B型，身高：185cm，體重：61kg，星座：双鱼座
三千院鷹通（聲：白井悠介；演：黑貴）
年級：二期生，年齡：25歲，生日：10月12日，血型：A型，身高：180cm，體重：58kg，星座：天蝎座

### RE:BERSERK
鮮血之帝王/艾庫亞‧愛姆斯多隆庫（聲：下野紘；演：吉田大輝）
年級：二期生，年齡：29歲，生日：6月13日，血型：A型，身高：160cm，體重：46kg
死與時之門人/山野邊澪（聲：柿原徹也；演：伊地智頼統）
年級：二期生，年齡：15歲，生日：7月7日，血型：B型，身高：163cm，體重：45kg
罪人之小丑/十文字蠻（聲：下妻由幸；演：雨坂亮汰）
年級：二期生，年齡：15歲，生日：7月8日，血型：O型，身高：165cm，體重：50kg

### Pop'N Star
華房心（聲：村瀨步；演：設樂銀河）
年級：二期生，年齡：15歲，生日：9月1日，血型：B型，身高：156cm，體重：43kg
神樂坂琉那（聲：天崎滉平；演：前嶋曜）
年級：三期生，年齡：15歲，生日：11月11日，血型：A型，身高：159cm，體重：47kg
及川桃助（聲：山本和臣；演：古賀瑠）
年級：三期生，年齡：15歲，生日：1月23日，血型：AB型，身高：154cm，體重：44kg

### Alchemist
夜鶴黑羽（聲：小林裕介）
年級：零期生，年齡：25歲，生日：4月4日，血型：A型，身高：178cm，體重：61kg
麗朔空（聲：西山宏太朗）
年級：零期生，年齡：26歲，生日：5月16日，血型：B型，身高：181cm，體重：68kg
巴別爾（聲：内匠靖明）
年級：零期生，年齡：26歲，生日：12月31日，血型：AB型，身高：190cm，體重：68kg

### MG9
木崎凜太朗（聲：畠中祐）
如月真白（聲：梶原岳人）
速水剛（聲：村田太志）
泡沫Airu（聲：高塚智人）
宗方厚（聲：阿部敦）
荒屋敷純太（聲：藤井弘平）
Christopher（聲：中澤匡智）
多加良鬼丸（聲：永田崇人）
UJ（聲：寺島惇太）

### 其他人物
朝比奈柚希（聲：豐口惠（電視動畫））
主角，遊戲內可更改名字。製作人。高中時期與Lancelot三人為同學。
過去曾與黑羽進行偶像相關的工作。
大熊校長（聲：大塚明夫）
創辦學校的校長，穿著熊的布偶裝。法國人，在講話時會參雜些許法文。以前貌似是十分厲害的偶像。

## 電視動畫
2019年4月14日於「I★CHU Fan Meeting ~Happy Orange Day~」粉絲活動中公佈電視動畫化，並於2021年1月播出。

### 製作人員
- 原作：I★CHU PROJECT
- 監督：難波日登志
- 系列構成：成田良美
- 角色設計、總作畫監督：大澤美奈
- 美術設定、美術監督：小保方良輔
- 色彩設計：岩澤玲子
- 攝影監督：
- 編輯：定松剛
- 音響監督：土屋雅紀（日语：土屋雅紀）
- 音響製作：HALF H・P STUDIO（日语：HALF H・P STUDIO）
- 音樂：出羽良彰（日语：出羽良彰）
- 動畫製作：Lay-duce
- 生產：TWIN ENGINE
- 製作：

### 主題曲
片頭曲
（第1話）（第12話作為插入曲使用）
作詞、作曲：淳君，編曲：大久保薰，主唱：ICHU
Rainbow☆Harmony（第2話－第12話）
作詞、作曲、編曲：山口朗彥，主唱：ICHU Leaders
片尾曲
Singing!Swinging!（第1話－第11話）
作詞：大森祥子，作曲：本田光史郎，編曲：河合英嗣，主唱：ICHU Leaders
 We are I★CHU!〜29人Ver.〜（第12話）
作詞：，作曲：早川大地，編曲：A-bee，主唱：ICHU
插曲
（第1、2、4、6、7、9、10、11話）
作詞、作曲：夏代孝明，編曲：渡邊拓也，主唱：F∞F
（第2、5、6、11話）
作詞：美音子，作曲：kani，編曲：成瀨裕介，主唱：I♥B
Dance All Right!!!（第2、11話）
作詞、作曲、編曲：Hige Driver，主唱：ArS
Close to Me!!!（第3、6、11話）
作詞：大森祥子，作曲：永塚健登，編曲：久下真音，主唱：POP'N STAR
DARK PROPHECY（第5、11話）
作詞、作曲、編曲：，主唱：RE:BERSERK
Flower of life（第6、11話）
作詞、作曲、編曲：蝶蝶P，主唱：Lancelot
Joker Dream（第6話）
作詞：五月アラン，作曲：早川大地，編曲：，主唱：POP'N STAR
（第6、11話）
作詞：大森祥子，作曲、編曲：中野領太，主唱：Twinkle Bell
（第10話）
作詞：五月アラン，作曲：早川大地，編曲：王子マスター，主唱：天上天下
月光華（第11、12話）
作詞：長谷川澪奈，作曲、編曲：KoTa，主唱：天上天下

### 各話列表
| 話數 | 日文標題 | 中文標題                    | 劇本       | 分鏡                   | 演出                 | 作畫監督                                                                                     |
| ---- | -------- | --------------------------- | ---------- | ---------------------- | -------------------- | -------------------------------------------------------------------------------------------- |
| #1   |          | couleur ～歌聲的色彩～      | 成田良美   |                        | 塚田拓郎             | 大庭小枝                                                                                     |
| #2   |          | disque ～刻劃在心中的事物～ | 成田良美   | 中山岳洋、、酒井原美樹 | 酒井原美樹           | 杉田葉子                                                                                     |
| #3   |          | performance ～偽娘的場合～  | 森江美咲   | 塚田拓郎               | 塚田拓郎             | 二宮奈那子、佐古宗一郎                                                                       |
| #4   |          | costume ～真正的面貌～      | 福島直浩   | 橋本能理子             | 橋本能理子           | 小林利充、岡田由起子、加藤壯、神谷美也子                                                     |
| #5   |          | session ～想要傳達的事物～  | 森江美咲   | 關曉子                 | 青柳宏宜             | 門智昭、南伸一郎、山村俊了                                                                   |
| #6   |          | equipe ～我的歸宿～         | 福島直浩   | 山本靖貴               | 山本靖貴             | 小見山和也、山本里織、大庭小枝、小林利充                                                     |
| #7   |          | jugement 〜為了笑容〜       | 成田良美   | 中村里美               | 酒井原美樹、塚田拓郎 | 杉田葉子、小林利充、二宮奈那子、永田詩央里                                                   |
| #8   |          | vacance 〜牽絆〜            | 今井菜津子 | 望月智充               | 酒井原美樹、塚田拓郎 | 大庭小枝、神谷美也子、永田詩央里、岡田由起子、加藤壮、二宮奈那子、工藤糸織、守重蛍、青野厚司 |
| #9   |          | monochrome 〜喪失的色彩〜   | 福島直浩   | 石黒達也               | 黒田幸生             | 野間千賀子、丸英男、南伸一郎、山村俊了、戸沢東、大庭小枝、小林利充                           |
| #10  |          |                             | 成田良美   | 橋本能理子             | 橋本能理子           | 加藤壮、上西摩耶、岩井田夏帆、杉田葉子                                                       |
| #11  |          | infini 〜決戰〜             | 森江美咲   | なかの★陽、中村里美    | 牧野友映             | 加藤壮、工藤糸織、鈴木由佳、二宮奈那子、守重蛍、佐古宗一郎                                   |
| #12  |          | infini 〜ICHU〜             | 成田良美   | 山本靖貴、三條なみみ   | 山本靖貴             | 永作友克、佐古宗一郎                                                                         |

### 播放平台
| 播放地區 | 播放電視台 | 播放日期        | 播放時間（UTC+9）         | 備註                 |
| -------- | ---------- | --------------- | ------------------------- | -------------------- |
| 東京都   | TOKYO MX   | 2021年1月6日－  | 星期三 23時00分－23時30分 |                      |
| 日本全國 | BS11       | 2021年1月10日－ | 星期日 23時30分－24時00分 | 衛星電視，ANIME+節目 |
| 愛媛縣   | 南海放送   | 2021年1月21日－ | 星期四 25時59分－26時29分 |                      |

| 播放地區                         | 播放電視台                | 播放日期              | 播放時間（UTC+8） | 字幕語言               | 備註  |
| -------------------------------- | ------------------------- | --------------------- | ----------------- | ---------------------- | ----- |
| 東盟、印度、孟加拉、尼泊爾、不丹 | Muse Asia YouTube頻道     | 2021年1月6日－3月24日 | 星期三 23時30分   | 簡體中文、英文         | [ 6 ] |
| 馬來西亞、汶萊                   | Muse Malaysia YouTube頻道 | 2021年1月6日－3月24日 | 星期三 23時30分   | 簡體中文、馬來文、英文 | [ 7 ] |

### DVD
| 卷數 | 發售日期      | 收錄話數 | 規格編號  |
| ---- | ------------- | -------- | --------- |
| 1    | 2021年3月24日 | 第1－3話 | VIZL-1881 |

## 外部連結
- ICHU偶像進行曲
  - 日文版遊戲官方網站 （页面存档备份，存于）
  - 簡體中文版遊戲官方網站 （页面存档备份，存于）
- ICHU偶像進行曲～Étoile Stage～
  - 遊戲官方網站 （页面存档备份，存于）（日語）
- 電視動畫官方網站 （页面存档备份，存于）（日語）